# Emil Wernsdorf Madsen
Emil Wernsdorf Madsen (Svendborg, 2001. január 1. –) világbajnok dán kézilabdázó, a GOG Håndbold játékosa.

## Pályafutása

### Klubcsapatokban
Emil Wernsdorf Madsen a GOG Håndbold saját nevelésű játékosaként 2019-ben mutatkozott be a felnőtt csapatban. Eleinte Mathias Gidsel mögött második számú játékos volt a posztján, majd Gidsel 2022-es távozása után vált kulcsjátékossá. 2022-ben és 2023-ban megnyerte a dán bajnokságot. 2023-ban 252 gólt szerzett és a dán bajnokság gólkirálya lett. Emellett a Bajnokok Ligájában is szerzett 107 találatot és ebben a sorozatban is megszerezte a gólkirályi címet.
2024 őszétől a német THW Kiel játékosa.

### A válogatottban
A dán válogatottban 2023. április 27-én mutatkozott be Spanyolország ellen. Első világversenye a 2024-es Európa-bajnokság volt, ahol két csoportmérkőzésen léphetett pályára a végül ezüstérmes csapatban.

## Sikerei, díjai
- Világbajnok: 2025
- Európa-bajnokság: ezüstérmes: 2024
- Dán bajnok: 2022, 2023
- Bajnokok Ligája gólkirálya: 2023